# Неокуайнівська метаонтологія
Неокуайнівська метаонтологія (неокуайнівська парадигма, також називають ортодоксальною позицією або куайнівською ортодоксією) — це домінуюча парадигма метаонтології в аналітичній філософії, яка є подальшим розвитком ідей Вілларда Ван Ормана Куайна.

## Історія
Неокуайнівська метаонтологія походить з ідей, які були викладені Куайном у його працях, зокрема у його відомій праці "Про те, що є". Неокуайнова метаонтологія здобула значний вплив на сучасну аналітичну філософію. Основі представники — Пітер ван Інваген та Теодор Сайдер.

## Положення

### Головне питання онтології
Куайн називає питання «Що є?» онтологічним питанням. Відповідно до цього питання «Що  ми запитуємо, коли ставимо питання: "Що є?"» є метаонтологічним питанням. Також неокуайнівську метаонтологію можна класифікувати методом Джонатана Шаффера залежно від їхнього погляду на онтологічну (метафізичну) структуру реальності. Неокуайнівська метаонтологія належить до плоскої структури. Тобто мета метафізичного дослідження - складання неструктурованого списку існуючого.

### Три куайнівські тези
(КО 1) Теза про еквівалентність: буття це те саме, що й існування.
(КО 2) Теза про унітарність: буття/існування унітарно, між сутностями немає онтологічних відмінностей.
(КО 3) Квантифікаційна теза: буття/існування може бути представлено найкращим чином за допомогою квантора існування та змінних, що їм зв'язуються.
Екзистенціальні квантори служать путівником для правдотворців як стверджує Жольт Кристоф Капельнер.

### Методологія онтології

#### Онтологічні зобов'язання
Головним тут є куайнівське поняття онтологічних зобов'язань, властивих тій чи іншій науковій, буденній, філософській теорії чи дискурсу. У найбільш стислому вигляді це поняття можна пояснити так: «Теорії мають умови істинності. Ці умови істинності говорять нам про те, яким має бути світ, щоб теорія була істинною; вони висувають вимоги до світу. Іноді, а можливо, і завжди вони вимагають від світу існування певних сутностей або видів сутностей. Таким чином, онтологічні зобов'язання теорії це просто сутності чи види сутностей, які мають існувати, щоб теорія була вірною».

#### Куайнівський метод
1. Відібрати наші найкращі наукові теорії T1, T2 ... Tn.
2. Перекласти теорії T1, T2 ... Tn на мову логіки предикатів першого порядку.
3. Відібрати всі пропозиції зі змінними, пов'язаними квантором ∃, що містяться в теоріях та їх наслідках.
4. Визнати існуючими всі об'єкти, існування яких потрібно істинністю пропозицій з п.3.
Це не суворе формулювання критерію, який суворо можна сформулювати по-різному. Необхідно наголосити, що серед філософів немає згоди щодо точного формулювання критерію онтологічних зобов'язань.

#### Перефразування
У процесі застосування куайнівського методу виникає проблема, яка значно ускладнює його застосування та потребує особливого прийому для свого вирішення. Ця проблема з'являється на другому етапі методу при перекладі теорій на мову логіки предикатів першого порядку. Оскільки теорії спочатку сформульовані не цією мовою, то можна по-різному їх перекласти і прийти в результаті до різних онтологічних зобов'язань. Для вирішення проблеми Куайном пропонується особливий прийом перефразування речень теорій у процесі їх переведення в канонічну нотацію.
Уявімо, наприклад, що в якійсь соціологічній чи демографічній теорії нам зустрічається така пропозиція:
(СС) Середньостатистична сім'я складається із 2.5 осіб.
Чи слід нам при перекладі теорії в канонічну нотацію подати цю пропозицію так, ніби вона говорить про деяку особливу сутність середньостатистичної сім'ї і приписує їй властивість складатися з 2.5 чоловік?
(CC*) ∃x(Fx&Pх), де F – бути середньостатистичною сім'єю, а Р складатися з 2.5 осіб.
Хоча такий переклад, в принципі, можливий, він явно помилковий і вводить в нашу онтологію зайву і дуже дивну сутність. У цій ситуації правильним буде перефразувати (СС) так:
(ССпереф) Число членів сімей, поділене на кількість сімей, дорівнює 2.5.
Якщо ми будемо переводити в канонічну нотацію (ССпереф), а не саме (СС), то наші зобов'язання обмежаться сім'ями та їхніми членами, що є набагато прийнятнішим.

#### Інфляційний погляд
Хоча зазначена складність перефразування додає онтологам роботи, вона ж дає їм значний простір для діяльності і робить їх менш залежними від позицій науки і здорового глузду: «непотрібні» онтологам об'єкти можна усунути, а «потрібні» ввести в теорії при переформулюванні. У світлі такої особливості ортодоксальну куайнівську парадигму називають інфляційним поглядом на онтологію та роботу онтологів: у цій парадигмі значущість діяльності онтологів у відповідь на запитання «Що є?» підвищується. Онтологи/метафізики можуть відкинути багато того, про що говорить наука.

## Дивитися також
- Метаонтологія П. ван Інвагена
- Онтологічний реалізм Т. Сайдера